# Zeche Baldur
Die Zeche Baldur war ein Steinkohlen-Bergwerk in Dorsten. Sie befand sich im Ortsteil Holsterhausen nördlich der Lippe.

## Geschichte
Ende des 19. Jahrhunderts gründeten Geldgeber aus Trier die Gewerkschaft Trier. Diese erwarb Grubenfeldbesitz im Bereich der Städte Dorsten und Bockum-Hövel. Es folgte die Gründung der Gewerkschaft Trier I in Dorsten, die 1899 nördlich der Lippe mit dem Abteufen einer Doppelschachtanlage begann.
Wegen zu großer Fließsandeinbrüche mussten diese Arbeiten allerdings nach kurzer Zeit abgebrochen werden. Im Jahre 1904 wurde mit Sitz in Hamm die Bergwerksgesellschaft Trier mbH gegründet, die die extensive Erschließung der Grubenfelder in Angriff nahm. Aus der konsolidierten Gewerkschaft Trier III in Bockum-Hövel entstand die Zeche Radbod. In Dorsten wurde die Gewerkschaft Trier I mit dem Grubenfeld der zuerworbenen Gewerkschaft Trier II konsolidiert. 1906 wurde mit dem erneuten Abteufen einer Doppelschachtanlage begonnen. Um die Wasser- und Fließsandeinbrüche unter Kontrolle zu halten, wurde bei diesen Schächten das Gefrierverfahren angewandt. Die Schachtanlage wurde auf den Namen Zeche Baldur getauft – nach dem Namen des Sonnengottes aus der germanischen Mythologie.
Nachdem das tiefliegende Steinkohlengebirge in über 500 Metern Teufe erreicht worden war, wurde 1911 die Kohleförderung aufgenommen und mit dem Bau von Werkskolonien begonnen.
Bedingt durch das große Grubenunglück von 1908 auf der Zeche Radbod befand sich die Betreibergesellschaft der Gewerkschaften Trier fortwährend in einer wirtschaftlich stark angespannten Situation. Im Jahre 1919 wurden erneut Grubenfelder zum Grubenfeld der Zeche Baldur hinzugemutet. Ab 1920 bestand ein Kooperationsvertrag zwischen der Gewerkschaft Trier (Trier GmbH), dem Köln-Neu-Essener Bergwerksverein und der Hoesch AG.

## Stilllegung
Bedingt durch die wirtschaftlich turbulente Zeit der Inflation und der Weltwirtschaftskrise wurde die Gewerkschaft Trier komplett von der Hoesch AG übernommen. Die Zeche Baldur, die mit 1600 Beschäftigten 530.000 Tonnen Kohle förderte, sollte auf lange Frist mit der Nachbarzeche Fürst Leopold verbunden werden, was 1931 schließlich unter Aufgabe des Förderstandortes Baldur 1/2 realisiert wurde. Die Schächte blieben erhalten und wurden als Außenanlage der nun entstandenen Zeche Fürst Leopold-Baldur fortgeführt.

## Heutiger Zustand
Die Tagesanlagen waren bei der Stilllegung bereits verkleinert worden. Nach Verfüllung des Schachtes Baldur 2 wurde auch das Fördergerüst des Schachtes Baldur 1 durch eine kleine Förderanlage ersetzt. Diese ist seit Abwurf des Schachtes Baldur 1 2002 ebenfalls rückgebaut.